# Colin W.G. Gibson
Colin William George Gibson (ur. 16 lutego 1891 w Hamilton, zm. 3 lipca 1974) – kanadyjski polityk Partii Liberalnej, minister.

## Działalność polityczna
W okresie od 26 marca 1940 do 17 stycznia 1950 reprezentował okręg wyborczy Hamilton West w kanadyjskiej Izbie Gmin. Od 11 stycznia 1945 do 7 marca 1945 pełnił obowiązki, a następnie do 12 grudnia 1946 był ministrem obrony ds. lotnictwa w rządzie premiera Kinga.